# حسین جاوید
حسین عبدالله اوغلو راثی زاده معروف به حسین جاوید (ترکی آذربایجانی: Hüseyn Cavid) شاعر، نویسنده، نمایش‌نامه‌نویس سرشناس آذربایجانی و یکی از نمایندگان گرایش ادبی رومانتیسم در ادبیات آذربایجانی است، که در ۲۴ اکتبر سال ۱۸۸۲ در نخجوان چشم به دنیا گشود. وی همچنین بانی طرزهای ادبی مانند شعر رومانتیک و تراژدی منظوم در ادبیات آذربایجانی تلقی می‌گردد.

## سرگذشت

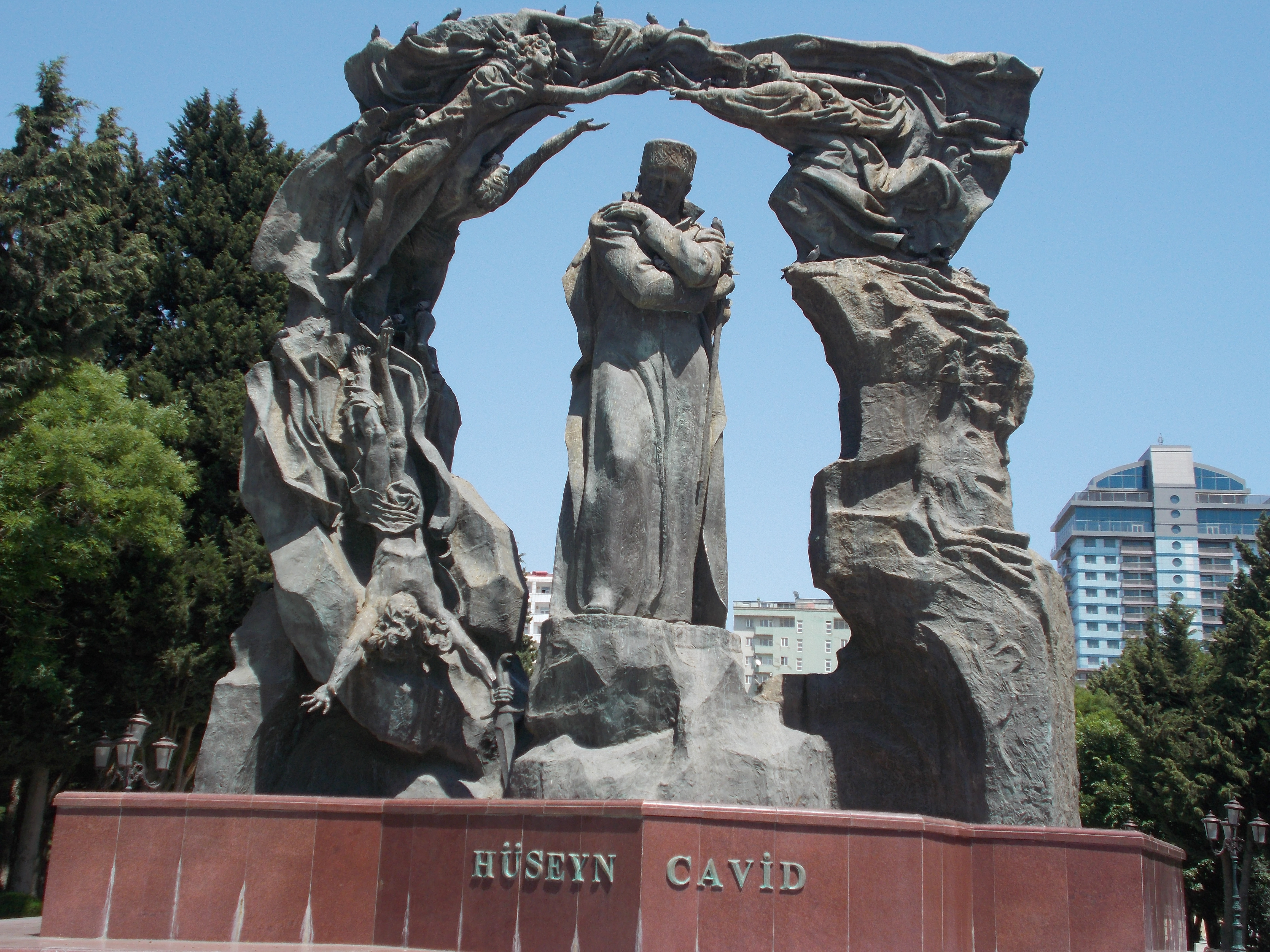
مجسمه حسین جاوید در پارک حسین جاوید (باکو - آذربایجان)

حسین جاوید در سال ۱۸۸۲، در خانواده روحانی در روستای «شاه‌تختی» شهرستان «کنگرلی» کنونی نخجوان چشم به دنیا گشود. دورهٔ ابتدایی را در مدرسهٔ مذهبی پشت سر گذاشته و بین سال
های ۱۸۹۴ تا ۱۸۹۸ در مدرسه متوسطه موسوم به «مکتب تربیه» (به فارسی- مدرسه آموزش و پرورش) به تحصیل علم پرداخت. در سال ۱۸۹۴، راهسپار شهر تبریز شد و تا سال ۱۹۰۳ در مدرسهٔ «طالبیه» مشغول به درس خواندن شد. بعد در دانشکدهٔ ادبیات دانشگاه استانبول تحصیل گرفته و در سال ۱۹۰۹ از آن دانشگاه فارغ‌التحصیل شد. سپس وی در شهرهای نخجوان، گنجه و تفلیس و از سال ۱۹۱۵ در باکو به آموزگاری پرداخت. حسین جاوید از چهره‌های ادبی توسعه دهندهٔ سنت‌های ادبیات کلاسیک آذربایجانی به‌شمار می‌آید.
جاوید آثارش را با بهره‌برداری از ژانرها و فرم‌های سرشاری آفریده‌است. وی اشعار غنایی زیادی سروده، داستان‌های غنایی- حماسی و نیز داستان‌های حماسی نوشته‌است. جاوید پایه‌گذار سبک‌های تراژدی و درام در ادبیات آذربایجانی است. اولین کتاب شعرش به نام «کچمیش گؤنلر» (به فارسی «روزهای گذشته») به سال ۱۹۱۳ به طبع رسیده‌است. حسین جاوید بیشتر به عنوان نمایشنامه‌نویس آوازه یافته‌است. تراژدی فلسفی و تاریخی و درام‌های خانوادگی که از سوی جاوید به تحریر درآمده اند، به لحاظ روش و نگارش نه تنها مرحله جدیدی در نمایشنامه‌نویسی آذربایجانی به وجود آورده‌اند، بلکه اثرات فروانی بر پیشرفت و رشد تئاتر در این کشور نیر گذاشته‌اند. این مشارکت‌های نمایشنامه‌نویس به تئاتر آذربایجانی به منزله «تئاتر جاوید» توصیف می‌شوند.
تراژدی منظوم «ابلیس» (به فارسی «شیطان»)، از آثار ارزشمندش محسوب می‌شود، که در سال ۱۹۱۸ نوشته شده‌است. وی در این اثر کلیهٔ نیروهای مرتجع و محافلی را که «وحشیان بافرهنگ قرن ۲۱م» می‌نامید، به کاراکتر شیطان خلاصه و به جنگ‌های اشغالگرایانه نفرین‌هایی نموده‌است.
بین سال‌های ۱۹۲۰–۳۰ دو درام تاریخی به تألیف آورد، که شامل «پیامبر» (۱۹۲۲) و «تیمور چلاق» (۱۹۲۵) بود. پس از این‌ها درام‌های تاریخی به نام‌های «سیاوش» و «خیام» به ترتیب در سال‌های ۱۹۳۳ و ۱۹۳۵ نوشت، که نقطه عطف جدی در بینش وی نسبت به تاریخ و چهره‌های تاریخی بود.

## مرگ
حسین جاوید هرگز به تمجید از «ژوزف استالین» و مقامات وقت آذربایجان شوروی نپرداخت و به نوشتن از «دستاوردهای جمع‌گرایی» استکبار شوروی در آثار چشم‌پوشی کرد. به همین دلیل، رهبران شوروی وی را با اتهامات ساختگی و جعلی همچون «اقدام علیه نظام شوروی»، «سازماندهی گروهی متشکل برای براندازی شوروی» و غیره… به ماگادان تبعید کردند. حسین جاوید در ۶ دسامبر سال ۱۹۴۱، در تبعید‍گاه خود در روستای «شوچن‍و» ی (به انگلیسی Shevchenko) استان «تایشتیسکی» (به انگلیسی Tayshetsky) در روسیه چشم به این دنیا فروبست.
در نتیجهٔ تلاش‌های فراوان حیدر علی‌اف، رئیس‌جمهوری قبلی آذربایجان، قبر حسین جاوید در ۲۶ اکتبر سال ۱۹۸۲ از مسکو به باکو و بعد به نخجوان منتقل و در مقابل خانهٔ خودش تدفین گردید.